# Corriente monzónica

Fechas de inicio de los monzones de verano en la India y principales corrientes de viento.

La corriente monzónica o corriente del monzón se refiere al régimen variable (de acuerdo a la estación) de las corrientes marinas existentes en las regiones tropicales del norte del océano Índico. Durante el invierno del hemisferio norte, la corriente de la capa superior del océano se dirige hacia el oeste desde las proximidades del archipiélago malayo hasta el mar Arábigo. Durante el verano, la dirección es contraria: con una corriente hacia el este que se extiende desde Somalia hasta la bahía de Bengala. Estas variaciones tienen como consecuencia cambios en el viento relaciones con el monzón indio. Las corrientes de océano abierto que pasan por el sur de India se denominan: corriente monzónica de invierno y corriente monzónica de verano (alternativamente, corriente monzónica del Noreste y corriente monzónica del Suroeste).

## Información general

### Perspectiva histórica
Si bien los marinos han sido conscientes de la existencia de la corriente monzónica por casi mil años, no surgió un conocimiento detallado hasta después de la expedición internacional del océano Índico de los años 1960. El experimento de circulación oceánica mundial de mediados de los años 1990 permitió una medición detallada de estas corrientes por medio de un extenso trabajo de campo.

### Atmósfera
En las regiones tropicales del hemisferio norte de los océanos Atlántico y Pacífico, los vientos de la superficie soplan predominantemente desde el noreste durante todo el año, con corrientes marinas subyacentes fluyendo con dirección al oeste. El océano Índico difiere del Atlántico y del Pacífico en que una masa de tierra continental forma una frontera completa en el norte en latitudes relativamente bajas. Las circulaciones monzónicas son impulsadas por las diferencias de temperatura entre las masas de tierra y el océano adyacente.
Debido a que el agua tiene una mayor capacidad termal que el aire, la superficie terrestre se calienta más rápidamente durante el verano. El monzón indio consiste en dos fases: durante el invierno boreal, las masas de tierra frías asiáticas contienen una amplia área de presión alta, mientras que la presión baja prevalece sobre el océano Índico más caliente y la cálida Australia. Este patrón de presión ayuda a reforzar los vientos alisios del noreste. Durante el verano boreal, las masas de tierra asiáticas (especialmente, el subcontinente indio se caliente considerablemente, lo que genera un área de presión baja en el norte. La circulación de esta genera fuertes vientos desde el suroeste sobre el Mar Arábigo y a lo largo de la costa somalí. Estos vientos se incrementan por la formación de una corriente atmosférica occidental creada por el terreno elevado del este de África.
La teoría Ekman, una consecuencia del efecto Coriolis, explica que la corriente oceánica en la superficie está dirigida a 45 grados a la derecha del viento en el hemisferio norte. Por tanto, los vientos que soplan desde el suroeste resultan en corrientes con dirección este, mientras que los vientos que soplan del noreste resultan en corrientes con dirección oeste.

## Estructura y evolución

### Estructura de la estación invernal
La corriente monzónica de invierno se extiende desde la bahía de Bengala, alrededor de India y Sri Lanka y a lo largo del mar Arábigo a una latitud de aproximadamente 8º Norte. La corriente fluye al suroeste a lo largo de la costa de Somalia hacia el ecuador.
Se han obtenido mediciones de la fuerza de estas corrientes por medio de registros de buques. La corriente monzónica del noreste tiene una dirección hacia el oeste solo durante los meses de enero, febrero y marzo, y es más fuerte en febrero cuando alcanza los 50 cm s-1. Los estimados del volumen de transporte hacia el oeste fluctúan de 7 a 14 sverdrups.

### Estructura de la estación estival
La corriente somalí, que describe la corriente a lo largo del Cuerno de África desde el ecuador hasta alrededor del 9º paralelo Norte, y cambia de dirección temporalmente con los vientos monzónicos. Finalmente, se separa de la costa al virar hacia la derecha mientras entra al mar Arábigo. La corriente monzónica de verano se ubica entre la latitud 10 y 15 Norte en el mar Arábigo, gira alrededor de India y Sri Lanka e ingresa a la bahía de Bengala. El Gran Remolino es un giro situado en torno a los 10º N y 55° E y solo se presenta durante la temporada de verano.
Durante el verano cuando la corriente fluye hacia el noreste, las corrientes marinas más cálidas se transportan a mayor profundidad en el mar Arábigo, lo que permite el afloramiento de aguas más frías a lo largo de la costa. Este patrón de temperatura de la superficie marina (aguas más frías al oeste de aguas cálidas) refuerza la corriente con dirección al norte a través de un flujo geostrófico. La corriente monzónica del suroeste tiene una dirección hacia el este desde abril hasta noviembre y alcanza su intensidad pico de 30 cm s-1 durante los meses de verano. Durante una expedición en 1995, la corriente somalí fue medida y transportaba 37 +/- 5 Sv durante mediados de septiembre.

### Evolución
La rápida iniciación de las corrientes estacionales (en un período temporal de varias semanas) se puede explicar en términos de teoría linear con una respuesta de onda Rossby. La corriente monzónica también puede ser vista en términos de los procesos locales que actúan en concierto para crear el sistema maduro de toda la cuenca La evolución de estas corrientes ha sido reproducida en modelos dinámicos del sistema océano-atmósfera.